# Povoletto
Povoletto est une commune italienne de la province d'Udine dans la région Frioul-Vénétie Julienne en Italie.

## Administration
| Période                                  | Période | Identité | Étiquette | Qualité |
| ---------------------------------------- | ------- | -------- | --------- | ------- |
|                                          |         |          |           |         |
| Les données manquantes sont à compléter. |         |          |           |         |

### Hameaux
Salt, Grions del Torre, Bellazoia, Belvedere, Marsure di Sotto, Marsure di Sopra, Magredis, Savorgnano del Torre, Ravosa, Siacco, Primulacco

### Communes limitrophes
Attimis, Faedis, Nimis, Reana del Rojale, Remanzacco, Udine